# Inepta Cove
Die Inepta Cove (spanisch Caleta Inepta ‚Ungeeignete Bucht‘; im Vereinigten Königreich Inept Cove) ist eine Bucht an der Südküste der Livingston-Insel im Archipel der Südlichen Shetlandinseln. Sie liegt auf der Ostseite der False Bay.
Die Bucht ist erstmals auf einer argentinischen Landkarte aus dem Jahr 1954 verzeichnet. Ihr Name spiegelt den Umstand wider, dass sie als Ankerplatz ungeeignet ist. Das Advisory Committee on Antarctic Names übertrug die Benennung in einer Teilübersetzung ins Englische. Das UK Antarctic Place-Names Committee passte dies für britische Landkarten im Jahr 1991 in vollständiger Übersetzung an.